# Bath, Maine
Bath är en stad i Sagadahoc County i delstaten Maine, USA, med 8 514 invånare (2010). Bath ligger vid Kennebecfloden samt är administrativ huvudort (county seat) i Sagadahoc County. 
Skeppsvarvet Bath Iron Works är beläget i staden södra del.
Geografen Henry Gannett föddes i Bath 1846.